# Graphis underwoodae
Graphis underwoodae is een slakkensoort uit de familie van de Tofanellidae. De wetenschappelijke naam van de soort is voor het eerst geldig gepubliceerd in 1947 door Bartsch.